# Bathytoma lacertosus
Bathytoma lacertosus é uma espécie de gastrópode da família Borsoniidae.